# Andrômeda I
Andrômeda I é uma galáxia anã esferoidal (dSph) a aproximadamente 2,40 milhões de anos-luz de distância na constelação de Andromeda. Andrômeda I faz parte do Grupo Local e é uma galáxia satélite da Galáxia de Andrômeda (M31). Está a cerca de 3,5 graus sul e ligeiramente a leste de M31. A partir de 2005, é a mais próxima companheira conhecida (do tipo dSph) de M31 a uma distância estimada projetada de ~ 40 Kpc.
Andrômeda I foi descoberta por Sydney van den Bergh em 1970, usando o telescópio de 48 polegadas do Observatório Mount Palomar.